# Commune fusionnée de Kirn-Land
La Commune fusionnée de Kirn-Land est une municipalité allemande située dans le land de Rhénanie-Palatinat et l'Arrondissement de Bad Kreuznach.